# لوتزومية
اللوتزومية (باللاتينية: Lutzomyia) جنس من الحشرات، تنتمي إلى تحت عائلة الفواصد من فصيلة فراشيات المظهر في رتبة ذوات الجناحين. تنتشر في المناطق المدارية وشبه المدارية من العالم الجديد. يشمل هذا الجنس نحو 400 نوع تتوزع في الأقاليم المدارية الجديدة وجنوبي الشمالية القديمة، ويعتبر أكثر من ثلاثين نوعاً منها نواقل لأمراض البشر (مثل داء الليشمانيات وداء البرتونيلات).